# Леся Мовчун
Леся (Лариса) Вікторівна Мовчун (*26 серпня 1969, Київ) — українська письменниця, мовознавець, доктор філологічних наук. Член НСПУ (з 1998).

## Життєпис
Народилася 26 серпня 1969 р. у м. Києві в родині педагога, грінченкознавця Антоніни Іванівни Мовчун і філолога, байкаря Віктора Максимовича Мовчуна.
Дитинство минало в Києві, а світ народного слова майбутня письменниця відкрила завдяки щорічним відвідинам мальовничого села Вербка на Вінниччині. Писати вірші почала ще в дошкільному віці. У 1987 р. закінчила Київську середню школу № 212 і вступила на філологічний факультет Київського державного педагогічного інституту ім. О. М. Горького, а в 1992 р. закінчила Київський державний педагогічний інститут ім. М. П. Драгоманова, отримавши диплом із відзнакою (за спеціальністю «Учитель української мови та літератури»).

## Наукова діяльність
Навчалася в аспірантурі при Інституті української мови НАН України. У 2000 р. захистила дисертацію на здобуття наукового ступеня кандидата філологічних наук(тема дослідження ‑ «Регулярні фонетичні варіанти слів в українській літературній мові (кінець XVIII — перша третина ХХ ст.).»). У 2012—2015 навчалася в докторантурі Інституту. У 2021 р. захистила дисертацію на здобуття наукового ступеня доктора філологічних наук (тема дослідження — «Лінгвістична теорія і практика української римології»).
Коло наукових інтересів — лексикологія, лексикографія, римологія, римографія, стилістика, культура мови, етнолінгвістика. Написала близько 100 наукових статей. Була відповідальною редакторкою і співукладачкою академічної праці «Словник української мови. Додатковий том. Кн. 1, 2» (К., 2017), співукладачкою словника «Український лексикон кінця XVIII — початку ХХІ ст.» (К., 2017), укладачкою низки словників для шкіл. Працювала заступником головного редактора журналу «Пригоди» (2007—2008), головним редактором журналу для дітей «Крилаті» (з 2020 р.).

## Популяризація культури мови
Як популяризаторка української мови та культури українського слова вела:
- рубрику «Наш скарб — рідна мова» (журнал «Барвінок», 2000‑2019);
- авторські радіопередачі «Цікаве мовознавство» (Національна радіокомпанія України, 1 канал, 2004 — 2008);
- «Загадки мови» (Національна радіокомпанія України, 1 канал, 2011 — 2015);
- «Как это будет по-украински?» (Всесвітня служба радіомовлення України, 2015—2016)[3].

## Літературна діяльність
Дебютувала в 1991 добіркою віршів «Вклонись, людино, знов воскреслій правді» в журналі «Українська мова та література в школі» (№ 5).
Пише для дітей (прозу, поезію, драматургію), а також лірику. Творчість для дітей відзначається жанровим і тематичним розмаїттям: оповідання, казки, повісті, п'єси, вірші. Авторка звертається до форм скоромовок і безконечників, охоче використовує гру слів і звуків. У легкій, а подекуди вибагливій формі ці твори виховують мовне чуття читачів. Парадоксальні сюжети розвивають фантазію та змушують замислитися над одвічними проблемами добра і зла.
Авторка численних публікацій у журналах для дітей «Малятко», «Барвінок», «Соняшник», «Перець», «Пізнайко», «Стежка», «Однокласник», «Крилаті», «Джміль», «Мамине сонечко», «Пригоди» та ін., в альманахах, антологіях і збірках «Боян» (1993), «Самоцвіти» (1996), «Радосинь» (2004, 2012, 2015), «Сонячна Мальвія» (2005, 2007), «Смійся та грай — світ пізнавай» (2000), «Слово до слова — весела розмова» (2002), «Пори року» (2003), «Сонечкові діти» (2003), «А що в мішку?» (2006), «Скринька-веселинка» (2007), «З нами весело усім» (2007), «Для малят про звірят» (2007), «Хмарки грають у квача» (2008), «Добра наука» (2012), «Язик до Києва доведе, або Цікаві ролі театру в школі» (2013) та ін. Твори можна знайти в підручниках та хрестоматіях для школи.
Вірші письменниці перекладав білоруською мовою Е. Акулін, зокрема кілька надруковано в його збірці «Святая ноч» (Мінск, 2012).
Книжки:
- Неслухняні яблучка: Вірші для дітей (1997);
- Чепуриться черепаха: Скоромовки (1999);
- Для чемних ведмежат: Для дошкільного віку (1999);
- Відцвітають птахи: Поезії (2005);
- Кактусове королівство: Казки для малят (2007);
- Ви такого ще не чули? Вірші (2008);
- Мовна лікарня. Пригоди Лєрки Севрючки і цікаві завдання з культури мови (2009)[5];
- Усе підростає: Поезія (2010);
- Арфа для павучка (2011);
- Про цікавих тварин загадки малим (2012);
- Цікава розмова про мову. Чого тобі не розповіли на уроці (2017)[6];
- Рожевий записник детектива Стасика: Повість-казка (2019);
- Бабай-Ага і козак Невидим: П'єси для мол. шк. віку (2019)[7];
- Панда любить мандрувати (2020);
- Куций, Хвостик і марудики (2021);
- Космічні пухнастики вчать українську (2023)[8].

## Список словників, наукових і науково-популярних праць
Окремі видання:
- Мовчун Л. Правопис і будова слів: Словник. — К.: АСК, 2005. — 242 с.
- Мовчун Л. Мовна лікарня: Пригоди Лєрки Севрючки і цікаві завдання з культури мови. Для учнів 3 — 6 класів. — Тернопіль: Навч. книга — Богдан, 2009. — 96 с.
- Мовчун Л. Цікава розмова про мову. Чого тобі не розповіли на уроці. — Тернопіль: Навчальна книга — Богдан, 2017. — 312 с.
- Мовчун Л. Українська рима в системі мови і в мовній практиці: монографія. — К.: Інститут української мови НАНУ, 2020. — 472 с.

У співавторстві:
- Мовчун Л. Словник української мови. Додатковий том. Кн. 1, 2. — К.: Видавничий дім Дмитра Бураго, 2017 (у співавторстві).
- Мовчун Л. Український лексикон кінця XVIII — початку ХХІ ст. — К.: Видавничий дім Дмитра Бураго, 2017 (у співавторстві).
- Мовчун Л. У світі етимології: Вивчаємо походження слів української мови. Навчально-довідковий посібник для учнів і вчителів початкових класів.  — К.: Наш час, 2009. — 135 с. (у співавторстві з А. Мовчун).
- Мовчун Л. Мовні скарби: Вивчаємо прислів'я, приказки й фразеологізми з молодшими школярами. Навчально-методичний посібник для учнів і вчителів початкових класів. — К.: Наш час, 2009. — 143 с. (у співавторстві з А. Мовчун).
- Мовчун Л. Абетка моральності: Що в характері твоїм. — К. : МКПФ «Злата», 2008. — 304 с. (у співавторстві з А. Мовчун).
- Мовчун Л. Літературні секрети: Словник-довідник літературознавчих термінів школяра. — Тернопіль: Навч. книга — Богдан, 2009. — 224 с. (у співавторстві з А. Мовчун).
- Мовчун Л. Універсальний словник школяра: Правопис, будова та особливості вживання слів. — К.: АВДІ, 2015. — 208 с. (у співавторстві з А. Мовчун).

Статті (короткий список):
- Мовчун Л. Норма і відхилення: мовні помилки-штампи // Початкова школа. — 1999. — № 1. — С.27 — 29.
- Мовчун Л. Мовна математика // Початкова школа. — 1999. — № 5. — С.36 — 38.
- Мовчун Л. Чому ж наша мова солов'їна? // Українська мова та література. — 2002. — № 42. — С.10 — 12.
- Мовчун Л. Сакральне слово в контексті культури // Початкова школа. — 2003. — № 4. — С.48 — 51.
- Мовчун Л. Духовні скарби Івана Огієнка // Дивослово. — 2003. — № 10. — С.59 — 62.
- Мовчун Л. Стереотипний образ української мови // Дивослово. — 2004. — № 2. — С.18 — 21.
- Мовчун Л. Мова, що проросла із зерен міфу // Дивослово. — 2004. — № 6. — С.51 — 54.
- Мовчун Л. З історії каліграфії // Початкова школа. — 2004. — № 12. — С. 27 — 29.
- Мовчун Л. Мова калинова, солов'їна і просто улюблена // Початкова школа. — 2005. — № 4. — С. 35 — 36.
- Мовчун Л. Символіка межових рослин // Культура слова. — 2005. — Вип. 65. — С. 42 — 45.
- Мовчун Л. Прецедентні імена в тексті для дітей: трансформації та особливості сприймання // Семантика мови і тексту: Матеріали ІХ Міжнародної науково-практичної конференції 26 — 28 вересня 2006 року. — Івано-Франківськ: Вид.-дизайн. відділ ЦІТ, 2006. — С. 385—387.
- Мовчун Л. Особливості використання прецедентних імен у художній прозі для дітей // Мова і культура. — 2007. — Вип.. 9. — Т. ІІІ. — С. 141—148.
- Мовчун Л. Словник української мови: Додатковий том. Історія укладання та підсумки роботи // Українська мова. — 2011. — № 3. — С.74 — 81.
- Мовчун Л. Метафоризація рими в українській поезії ХХ — початку ХХІ ст. // Наукові праці Кам'янець-Подільського національного університету імені Івана Огієнка. Філологічні науки. — 2013. — Вип. 34. — С. 198—202.
- Мовчун Л. Римостиль Андрія Малишка // Культура слова / Відп. ред. С. Я. Єрмоленко. — 2013. — Вип. 78. — С. 44 − 50.
- Мовчун Л. Римові асоціації: розроблення методики експериментального дослідження римових кліше // Методологія та історіографія мовознавства: Матеріали Міжнародної науково-практичної конференції. Слов'янськ, 23 — 25 травня 2013 року. — Слов'янськ, 2013. — С. 190—192.
- Мовчун Л. Методика дослідження рукописних словників рим // Науковий часопис Національного педагогічного університету імені М. П. Драгоманова. Серія 10. Проблеми граматики і лексикології української мови: Збірник наукових праць / Відп. ред. М. Я. Плющ. — К. : КНПУ імені М. П. Драгоманова, 2014. — Вип. 11. — С. 43 − 48.
- Мовчун Л. Невідомий словник рим, укладений В. В. Лутковським // Лексикографічний бюлетень: Зб. наук. праць / Відп. ред. І. С. Гнатюк. — Вип. 23. — К. : Видавничий Дім Дмитра Бураго, 2014. — С. 76 − 99.
- Мовчун Л. Неопублікований «Словник рим І. П. Котляревського» І. І. Гурина в контексті української римографії / Л. В. Мовчун // Українська мова. — 2015. ‑ № 4.
- Movchun L. Terms for Rhyme Types Designation as to Deflection from Sound Identity: History and Problems // Terminolohichnyj Visnyk. — 2015. — Vol. 3(2). ‑ Ел. ресурс. Режим доступу: http://term-visnyk.net/upload/iblock/e31/Мовчун+.pdf
- Мовчун Л. Розвиток поглядів на риму в її дефініціях (ХІХ ‑ поч. ХХІ ст.) // Наукові записки Національного університету «Острозька академія», Серія «Філологічна». — Острог, 2015. ‑ Вип. 58. − С. 222 − 225.
- Мовчун Л. Римове кліше «калина‑Україна» в поетичній мові (генеза та функціонування) // Актуальні проблеми філології та перекладознавства: збірник наукових праць. — Вип. 10 / гол. ред. М. Є. Скиба; відпов. за випуск М. М. Торчинський. — Хмельницький: ФОП Бідюк Є. І., 2016. — Т. 2 (К‑П). — С. 177‑184.
- Мовчун Л. Словник рим: визначення, терміни, джерела // Ucrainica VI. Současná ukrajinistika. Problémy jazyka, literatury a kultury: Sborník vĕdeckých članků z mazinárodní konference VI. Olomoucké sympozium ukrajinistů střední a východní Evropy. Olomouc 21 − 23.8.2014. — Olomouc: Univerzita Palackého v Olomouci, 2014. — S. 109 − 112.
- Мовчун Л. Лінгвістичне дослідження української рими: завдання, проблеми, перспективи // Studia Ucrainica Varsoviensia / Universytet Warszawski ; Katedra Ukrainistyki. — Warszawa. 2015. − № 3. − S. 143 − 152.
- Мовчун Л. Етапи становлення української римографії / Л. В. Мовчун // Усходнеславянскія мовы ў сучаснай лексікаграфіі: зборнік навуковых артыкулаў. — Мінск, 2015. — С. 82‑84.

## Нагороди
- Лауреат літературної премії імені Платона Воронька (2019)[9];
- Лауреат Корнійчуковської премії (2019);
- Лауреат премії «Благовіст» (2021);
- Лауреат премії Воляників-Швабінських фундації Українського вільного університету (2021).

## Рецензії
- Артеменко Марія. Шкільні п'єси від Лесі Мовчун. URL: http://www.barabooka.com.ua/shkilni-p-iesi-vid-lesi-movchun/
- Близнець Ксенія. Про наймолодшого детектива в історії! URL: http://book-case.in.ua/2019/07/04/про-наймолодшого-детектива-в-історії/
- Калинець Катя. Поезія, загорнена у вовну. URL: https://vsiknygy.net.ua/shcho_pochytaty/review/6735/
- Лупаренко Світлана. Леся Мовчун. «Рожевий записник детектива Стасика». URL: http://chytay-ua.com/blog.php?id=819&lang=1
- Міщук Катерина. Казка чи реальність? Чи все в одному? URL: http://www.e-litera.com.ua/babai-aha-i-kozak-nevydym-p-iesy-dlia-molodshoho-shkilnoho-viku/
- Шалак Оксана. Пришивання ґудзика, або ж Справи детектива Стасика. URL: http://bukvoid.com.ua/reviews/books/2019/06/18/104631.html